# Asian Five Nations 2012
Asian Five Nations 2012 war ein Wettbewerb für asiatische Nationalmannschaften in der Sportart Rugby Union. Es handelte sich um die 25. Ausgabe der vom Verband Asia Rugby organisierten Rugby-Union-Asienmeisterschaft. Beteiligt waren 24 Mannschaften, die in sechs Divisionen gegeneinander antraten. Japan gewann zum 20. Mal den Asienmeistertitel.

## Top 5

### Tabelle
|    | Land                         | Spiele | Siege | Unent. | Ndlg. | Spiel- punkte | Diff. | Bonus- punkte | Tabellen- punkte |
| -- | ---------------------------- | ------ | ----- | ------ | ----- | ------------- | ----- | ------------- | ---------------- |
| 1. | Japan                        | 4      | 4     | 0      | 0     | 312:11        | + 301 | 4             | 24               |
| 2. | Südkorea                     | 4      | 3     | 0      | 1     | 163:109       | + 54  | 2             | 17               |
| 3. | Hongkong                     | 4      | 2     | 0      | 2     | 159:98        | + 61  | 3             | 13               |
| 4. | Vereinigte Arabische Emirate | 4      | 1     | 0      | 3     | 80:269        | − 189 | 1             | 6                |
| 5. | Kasachstan                   | 4      | 0     | 0      | 4     | 48:275        | − 227 | 1             | 1                |

5 Punkte für Sieg, 3 Punkte für Unentschieden, 1 Bonuspunkt bei vier oder mehr Versuchen, 1 Bonuspunkt bei Niederlage mit weniger als sieben Zählern Differenz.

### Ergebnisse
| 27. April 2012 | Vereinigte Arabische Emirate | 10 : 85 | Hongkong | The Sevens Stadium, Dubai |
| 27. April 2012 |                              |         |          | The Sevens Stadium, Dubai |

| 28. April 2012 | Kasachstan | 0 : 87 | Japan | Zentralstadion, Almaty |
| 28. April 2012 |            |        |       | Zentralstadion, Almaty |

| 5. Mai 2012 | Hongkong | 19 : 21 | Südkorea | Hong Kong Football Club Stadium, Hongkong |
| 5. Mai 2012 |          |         |          | Hong Kong Football Club Stadium, Hongkong |

| 5. Mai 2012 | Japan | 106 : 3 | VAE | Level-5 Stadium, Fukuoka |
| 5. Mai 2012 |       |         |     | Level-5 Stadium, Fukuoka |

| 11. Mai 2012 | Vereinigte Arabische Emirate | 46 : 31 | Kasachstan | Jebel Ali Centre of Excellence, Dubai |
| 11. Mai 2012 |                              |         |            | Jebel Ali Centre of Excellence, Dubai |

| 12. Mai 2012 | Südkorea | 8 : 52 | Japan | Seongnam-Stadion, Seongnam |
| 12. Mai 2012 |          |        |       | Seongnam-Stadion, Seongnam |

| 19. Mai 2012 | Japan | 67 : 0 | Hongkong | Prinz-Chichibu-Rugbystadion, Tokio |
| 19. Mai 2012 |       |        |          | Prinz-Chichibu-Rugbystadion, Tokio |

| 19. Mai 2012 | Kasachstan | 17 : 87 | Südkorea | Nationales Universitätsstadion, Almaty |
| 19. Mai 2012 |            |         |          | Nationales Universitätsstadion, Almaty |

| 26. Mai 2012 | Südkorea | 47 : 21 | Vereinigte Arabische Emirate | Seongnam-Stadion, Seongnam |
| 26. Mai 2012 |          |         |                              | Seongnam-Stadion, Seongnam |

| 26. Mai 2011 | Hongkong | 55 : 0 | Kasachstan | Mong Kok Stadium, Hongkong |
| 26. Mai 2011 |          |        |            | Mong Kok Stadium, Hongkong |

## Division 1
|    | Land        | Spiele | Siege | Unent. | Ndlg. | Spiel- punkte | Diff. | Bonus- punkte | Tabellen- punkte |
| -- | ----------- | ------ | ----- | ------ | ----- | ------------- | ----- | ------------- | ---------------- |
| 1. | Philippinen | 3      | 3     | 0      | 0     | 99:50         | + 49  | 3             | 18               |
| 2. | Sri Lanka   | 3      | 2     | 0      | 1     | 89:46         | + 43  | 2             | 12               |
| 3. | Taiwan      | 3      | 1     | 0      | 2     | 69:101        | − 32  | 2             | 6                |
| 4. | Singapur    | 3      | 0     | 0      | 3     | 61:121        | − 60  | 1             | 1                |

5 Punkte für Sieg, 3 Punkte für Unentschieden, 1 Bonuspunkt bei vier oder mehr Versuchen, 1 Bonuspunkt bei Niederlage mit weniger als sieben Zählern Differenz.
Ergebnisse
| 15. April 2012 | Sri Lanka | 36 : 8 | Taiwan | Rizal Memorial Stadium, Manila |
| 15. April 2012 |           |        |        | Rizal Memorial Stadium, Manila |

| 15. April 2012 | Singapur | 20 : 37 | Philippinen | Rizal Memorial Stadium, Manila |
| 15. April 2012 |          |         |             | Rizal Memorial Stadium, Manila |

| 18. April 2012 | Sri Lanka | 35 : 10 | Singapur | Rizal Memorial Stadium, Manila |
| 18. April 2012 |           |         |          | Rizal Memorial Stadium, Manila |

| 18. April 2012 | Philippinen | 34 : 12 | Taiwan | Rizal Memorial Stadium, Manila |
| 18. April 2012 |             |         |        | Rizal Memorial Stadium, Manila |

| 21. April 2012 | Sri Lanka | 18 : 28 | Philippinen | Rizal Memorial Stadium, Manila |
| 21. April 2012 |           |         |             | Rizal Memorial Stadium, Manila |

| 21. April 2012 | Singapur | 31 : 49 | Taiwan | Rizal Memorial Stadium, Manila |
| 21. April 2012 |          |         |        | Rizal Memorial Stadium, Manila |

## Division 2
Halbfinale
| 31. Mai 2012 | Thailand | 37 : 17 | Iran | Royal Selangor Club, Kuala Lumpur |
| 31. Mai 2012 |          |         |      | Royal Selangor Club, Kuala Lumpur |

| 31. Mai 2012 | Malaysia | 89 : 0 | VR China | Royal Selangor Club, Kuala Lumpur |
| 31. Mai 2012 |          |        |          | Royal Selangor Club, Kuala Lumpur |

Spiel um Platz 3
| 2. Juni 2012 | Thailand | 22 : 19 | Malaysia | Royal Selangor Club, Kuala Lumpur |
| 2. Juni 2012 |          |         |          | Royal Selangor Club, Kuala Lumpur |

Finale
| 2. Juni 2012 | Iran | 52 : 3 | VR China | Royal Selangor Club, Kuala Lumpur |
| 2. Juni 2012 |      |        |          | Royal Selangor Club, Kuala Lumpur |

Thailand steigt in die Division 1 auf, China steigt in die Division 3 ab.

## Division 3
Halbfinale
| 30. Mai 2012 | Guam | 38 : 17 | Indonesien | Gelora Haji Agus Salim Stadium, Padang |
| 30. Mai 2012 |      |         |            | Gelora Haji Agus Salim Stadium, Padang |

| 30. Mai 2012 | Indien | 34 : 5 | Pakistan | Gelora Haji Agus Salim Stadium, Padang |
| 30. Mai 2012 |        |        |          | Gelora Haji Agus Salim Stadium, Padang |

Spiel um Platz 3
| 1. Juni 2012 | Indien | 13 : 7 | Pakistan | Gelora Haji Agus Salim Stadium, Padang |
| 1. Juni 2012 |        |        |          | Gelora Haji Agus Salim Stadium, Padang |

Finale
| 1. Juni 2012 | Guam | 16 : 18 | Indien | Gelora Haji Agus Salim Stadium, Padang |
| 1. Juni 2012 |      |         |        | Gelora Haji Agus Salim Stadium, Padang |

Indien steigt in die Division 2 auf, Pakistan steigt in die Division 4 ab.

## Division 4
Halbfinale
| 25. April 2012 | Jordanien | 19 : 25 | Libanon | The Sevens Stadium, Dubai |
| 25. April 2012 |           |         |         | The Sevens Stadium, Dubai |

| 25. April 2012 | Katar | 74 : 13 | Usbekistan | The Sevens Stadium, Dubai |
| 25. April 2012 |       |         |            | The Sevens Stadium, Dubai |

Spiel um Platz 3
| 27. April 2012 | Jordanien | 19 : 15 | Usbekistan | The Sevens Stadium, Dubai |
| 27. April 2012 |           |         |            | The Sevens Stadium, Dubai |

Finale
| 27. April 2012 | Libanon | 0 : 67 | Katar | The Sevens Stadium, Dubai |
| 27. April 2012 |         |        |       | The Sevens Stadium, Dubai |

Katar steigt in die Division 3 auf.

## Division 5
|    | Land       | Spiele | Siege | Unent. | Ndlg. | Spiel- punkte | Diff. | Bonus- punkte | Tabellen- punkte |
| -- | ---------- | ------ | ----- | ------ | ----- | ------------- | ----- | ------------- | ---------------- |
| 1. | Laos       | 2      | 2     | 0      | 0     | 128:14        | + 114 | 2             | 12               |
| 2. | Brunei     | 2      | 1     | 0      | 1     | 26:85         | − 59  | 0             | 5                |
| 3. | Kambodscha | 2      | 0     | 0      | 2     | 22:77         | − 55  | 1             | 1                |

5 Punkte für Sieg, 3 Punkte für Unentschieden, 1 Bonuspunkt bei vier oder mehr Versuchen, 1 Bonuspunkt bei Niederlage mit weniger als sieben Zählern Differenz.
Ergebnisse
| 26. Juni 2012 | Kambodscha | 15 : 19 | Brunei | RCAF Old Stadium, Phnom Penh |
| 26. Juni 2012 |            |         |        | RCAF Old Stadium, Phnom Penh |

| 28. Juni 2012 | Laos | 70 : 7 | Brunei | RCAF Old Stadium, Phnom Penh |
| 28. Juni 2012 |      |        |        | RCAF Old Stadium, Phnom Penh |

| 30. Juni 2012 | Kambodscha | 7 : 58 | Laos | RCAF Old Stadium, Phnom Penh |
| 30. Juni 2012 |            |        |      | RCAF Old Stadium, Phnom Penh |